# Rudolf II. von Laon
Rudolf (lateinisch Rudolphus, u. ä.; französisch Raoul II de Laon; † nach 948) war Bischof von Laon von nach 936 bis 948.

## Leben
Rudolf war Priester, als er nach 936 von Klerus und Volk zum neuen Bischof von Laon gewählt wurde. Die Stadt war in dieser Zeit Königsresidenz und umkämpfter Ort zwischen König Ludwig IV. und dessen Konkurrenten Herzog Hugo dem Großen von Franzien. 939 wurde Rudolf vom König abgesetzt, weil er Hugo angeblich die Stadt geöffnet habe. Nach drei Jahren konnte er in sein Amt zurückkehren.
946 wurde Rudolf von Hugo vertrieben, der die Stadt unter seine Kontrolle brachte.
Im Juni 948 nahm Rudolf an der großen Synode von Ingelheim teil, bei der die Machtkämpfe zwischen Hugo und Ludwig geklärt werden sollten. Hugo sollte sich für die Vertreibung Rudolfs verantworten, war einer der Beschlüsse der Synode. Rudolf nahm auch an der folgenden Synode in Trier im September (oder Oktober) teil. Sein weiteres Schicksal ist unbekannt. Nach der Rückeroberung Laons im Jahr 949 durch den König wurde er nicht mehr erwähnt.